# Орлов, Сергей Михайлович
Сергей Михайлович Орло́в (1911—1971) — советский скульптор. Народный художник РСФСР (1968). Лауреат Сталинской премии второй степени (1946).

## Биография
С. М. Орлов родился 1 (14) сентября 1911 года в Санкт-Петербурге. В 1918 году, спасаясь от голода, его семья переезжает в Вологду. В 1925 году он окончил Вологодский художественный техникум. С 1929 года работал в лаборатории Московского музея керамики, сотрудничал с Дмитровским фарфоровым заводом. Автор композиций из фарфора на мотивы русских народных сказок, героико-эпического характера, работал в области монументальной скульптуры. Член-корреспондент АХ СССР (1954).
С. М. Орлов умер 18 ноября 1971 года в Москве. Похоронен на Введенском кладбище (29 уч.).

## Творчество

Памятник Юрию Долгорукому в Москве

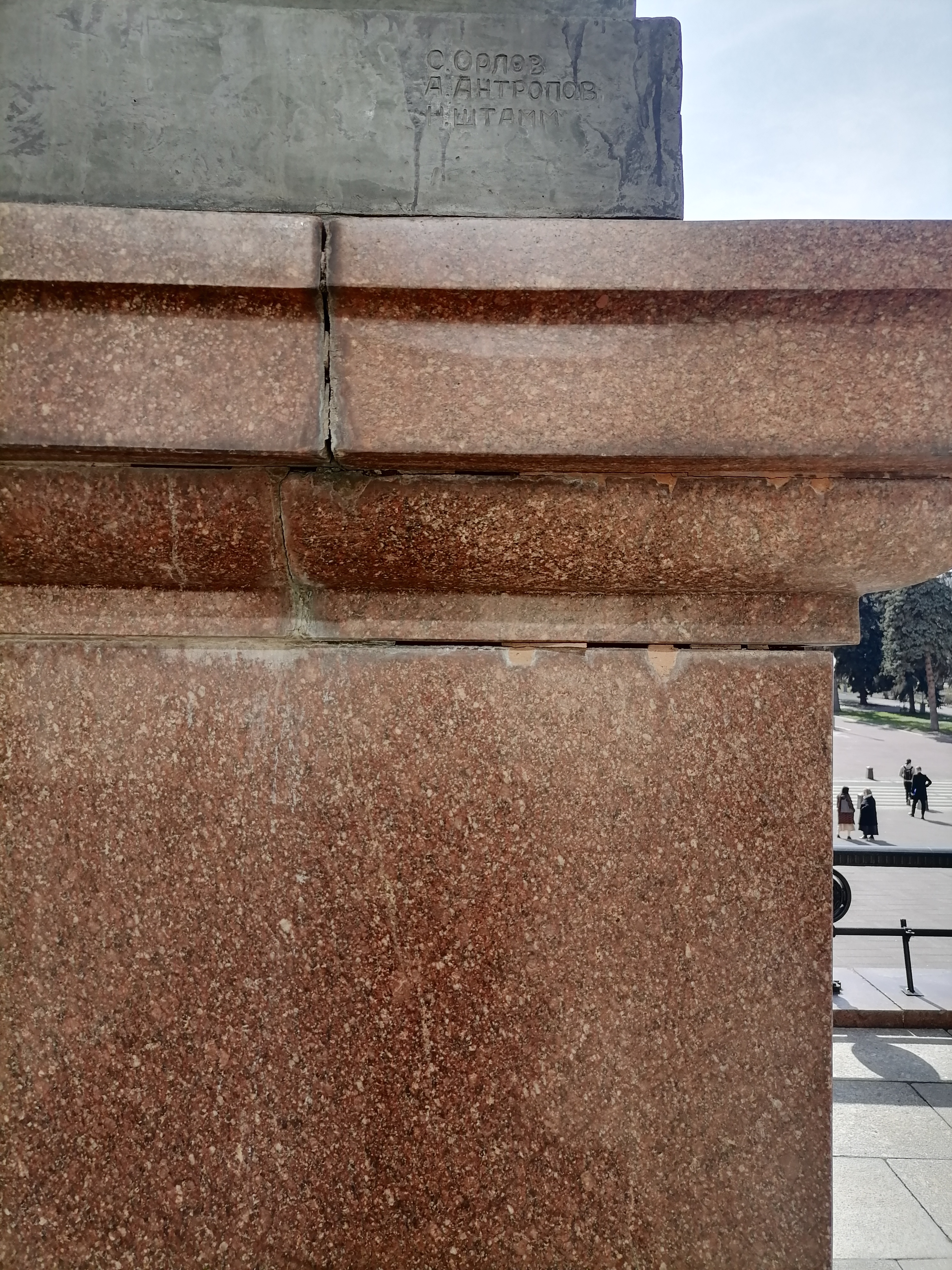
Авторский указатель на скульптуре Главного здания МГУ

- памятник Юрию Долгорукому в Москве (1954) (совместно с А. П. Антроповым и Н. Л. Штаммом; архитектор В. С. Андреев)
- памятник Афанасию Никитину в Твери (1955)
- скульптурные композиции
- «Мать» (1943; гипс; Русский музей)
- «Александр Невский» (1943—1944; фарфор; Третьяковская галерея)
- «Сказка о рыбаке и рыбке» (1944; фарфор, дерево, камень; Третьяковская галерея)
- «Иванушка на Коньке-Горбунке» (1945; фарфор)(музей-заповедник Царицыно)
- «Советская Белоруссия» (1952. Москва, станция метро «Белорусская» радиальная)
- «Илья Муромец и Соловей-разбойник» (1958; фарфор)
- Бюст Александра Невского в г. Переславль-Залесском (1958, бронза)
- Бюст Юрия Долгорукого в Успенском Горицком монастыре г. Переславль-Залесский (1950, бронза). Этот бюст является эскизом к памятнику Юрию Долгорукому в Москве.

## Награды и премии
- Сталинская премия второй степени (1946) — за скульптуры «Мать» (1943), «Александр Невский» (1943—1944), «Сказка о рыбаке и рыбке» (1944)
- орден Трудового Красного Знамени
- народный художник РСФСР (1968)
- медали